# Aristolochia birostris
Aristolochia birostris är en piprankeväxtart som beskrevs av Pierre Étienne Simon Duchartre. Aristolochia birostris ingår i släktet piprankor, och familjen piprankeväxter. Inga underarter finns listade i Catalogue of Life.